# Герман Казак
Герман Казак (Kasack Hermann) (24 липня 1896, Потсдам — 10 січня 1966, Штутгарт) — німецький письменник, засновник жанру радіовистави в Німеччині.

## Біографія
Герман Казак народився в сім'ї потсдамського лікаря і був єдиною дитиною. Після закінчення гуманітарної гімназії Viktoria він у 1914 починає навчання за напрямами економіка та історія літератури в Берліні, яку він успішно закінчує в Мюнхені в 1920 році.
В 1915 році В одному з журналів з'являється його перший вірш Мати. Перша книга Der Mensch. Verse виходить в 1918 році.
У 1920 році Казак одружується на Марії Фелленберг. У тому ж році він починає працювати в потсдамському видавництві Gustav-Kiepenheuer як редактор. У цій якості він крім іншого видає зібрання творів Фрідріха Гельдерліна. У 1925 році він переходить на радіостудію Funk-Stunde Berlin, першу радіомовну компанію Німеччини, де є відповідальним редактором передач сучасної поезії. Прем'єра його першої п'єси Сестри відбулася в наступному році. Казак стає директором видавництва S. Fischer Verlag. У 1927 році у нього народжується син, майбутній славіст Вольфганг Казак. У наступні роки Герман Казак видає збірники віршів і випускає більше сотні радіопередач, в числі яких біографії письменників і численні радіоспектаклі (лише деякі з цих передач збереглися до наших днів). 28 березня 1933 року Казакові забороняється будь-яка робота, пов'язана з радіомовленням. Аж до 1941 року письменник позбавлений роботи, а потім знову стає редактором у видавництві S. Fischer Verlag. Пізніше — редактор в видавництві Suhrkamp Verlag. На час тюремного ув'язнення глави видавництва Петера Зуркампа в 1944 році Казак виконує його обов'язки.
Після війни Казак спочатку працює на берлінському радіо, а в 1949 році переїжджає в Штутгарт. В 1947 році виходить його найвідоміший роман, Місто за рікою, за який він у 1949 році отримує премію Теодора Фонтане. Другий і останній роман Казака, Велика мережа виходить в 1952 році. З 1953 по 1963 письменник є президентом Німецької академії мови та поезії і ратує за публікацію забутих творів сучасних авторів. У 1955 німецький композитор Ханс Фогт пише оперу Місто за річкою, прем'єра якої проходить у Вісбадені. До шістдесятирічного ювілею письменника видавництво Suhrkamp як подарунок видає зібрання основних есе і промов Казака. У 1960 році московський Літературний інститут ім. А. М. Горкого нагороджує Козака пам'ятною медаллю ім. Льва Толстого.

## Вибрані твори

### Поезія
- Der Mensch. Verse, Мюнхен, 1918
- Die Insel. Gedichte, Берлін, 1920
- Der Gesang des Jahres, Потсдам, 1921
- Stadium. Eine GedichtReihe, Потсдам, 1921
- Echo. Achtunddreißig Gedichte, Берлін, 1933
- Der Strom der Welt. Gedichte, Гамбург, 1940
- Das ewige Dasein. Gedichte, Берлин, 1943
- Aus dem chinesischen Bilderbuch, Франкфурт на Майні, 1955.
- Antwort und Frage. 13 Gedichte, Франкфурт на Майні, 1961
- Wasserzeichen. Neue Gedichte, Франкфурт на Майні, 1964

### Драми
- Die Schwester. Eine Tragödie in acht Stationen, Берлін, 1920
- Die tragische Sendung. Ein dramatisches Ereignis in zehn Szenen, Берлін, 1920 (репринт: Потсдам, 1993)
- Vincent. Schauspiel in fünf Akten, Потсдам, 1924
- Die Stadt hinter dem Strom. Libretto der Oratorischen Oper in drei Akten, Франкфурт на Майні, 1954

### Радіопостанови
- Stimmen im Kampf. Hörspiel (под псевдонимом Hermann Wilhelm), Берлін, 1930
- Tull, der Meisterspringer. Eine Serie von zehn Hörspielen für die Jugend (под псевдонимом Hermann Merten), Берлин, 1932
- Eine Stimme von Tausend. Funkdichtung (под псевдонимом Hermann Wilhelm), Берлін, 1932
- Der Ruf. Funkdichtung (под псевдонимом Hermann Wilhelm), Берлін, 1932

### Оповідання
- Die Heimsuchung. Eine Erzählung, Мюнхен, 1919 (переиздание: Берлін, 1922)
- Tull, der Meisterspringer, Лейпциг, 1935
- Der Webstuhl. Erzählung, Франкфурт на Майні, 1949
- Das unbekannte Ziel. Ausgewählte Proben und Arbeiten, Франкфурт на Майн, 1963

### Романи
- Місто за рікою (Die Stadt hinter dem Strom), Берлін, 1947
- Герман Казак. Місто за рікою [Архівовано 16 серпня 2016 у Wayback Machine.]
- Das große Netz, Берлин-Франкфурт на Майні, 1952
- Fälschungen. Erzählung, Франкфурт на Майні, 1953
- Alexander. Die Fragwürdigkeit des Lebens, 1932 (неопубл. уривок)